# بنبون
البُنْيون  من الحلويات التقليدية الجزائرية. تكون الحلوى على شكل كرية صغيرة مغلفة بالشوكولاته. أصل الكلمة من اللهجة الجزائرية  تصغير كلمة (بنين) بالعامية الجزائرية يعني (لذيذ).
قيل أن الإشارات الأولى عن البُنبون تأتي من السبعينات القرن الماضي، بعدم ان تطهي الجزائرية شتى الأنواع من الحلويات فالعيد او المناسبات فتستعمل بقايا المستلزمات في خليط وتطليه بالشكولاته. طورت المراة الجزائرية عبر الازمنة حلوى البنيون فاصبح باشكال وألوان تزامن العصر. 